# Avenida 225
La avenida 225 es una de las principales avenidas de la Ciudad de Pachacútec en Ventanilla, en el Perú. Se extiende de oeste a este por la ciudad de Pachacútec comunicándola con la avenida Néstor Gambetta.

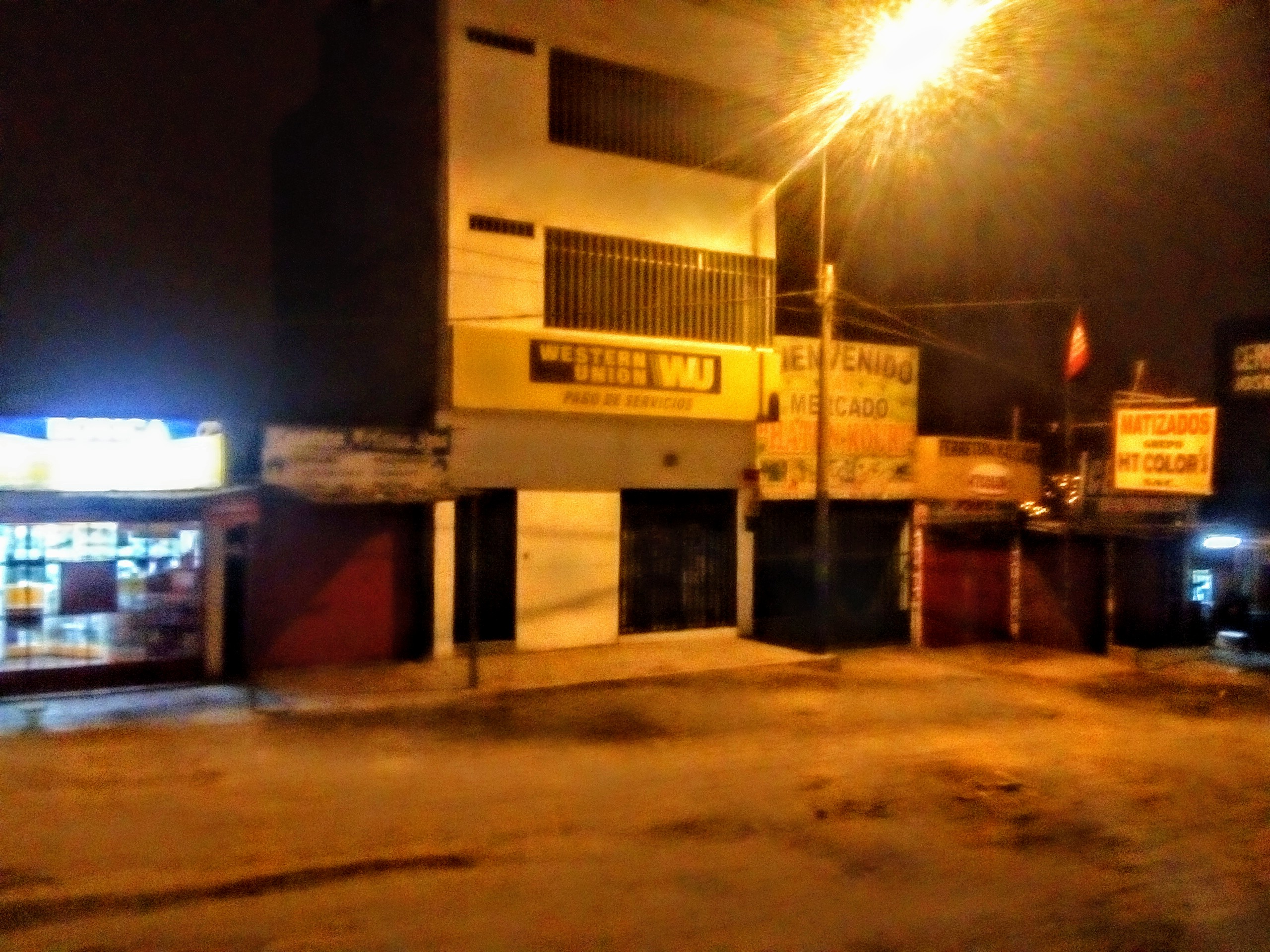
Western Union en la Avenida 225

## Recorrido
La avenida 225 inicia en la calle 51 hasta la av. 200 millas comunicando Pachacútec con la Avenida Néstor Gambetta.